# Dołbysz
Dołbysz (ukr. Довбиш, Dowbysz) – miejscowość na Ukrainie położona w rejonie baranowskim obwodu żytomierskiego.

## Historia
Historia miejscowości sięga XVI wieku.
W 1925 władze Ukraińskiej SRR zmieniły nazwę miasteczka Dołbysz na Marchlewsk (na cześć Juliana Marchlewskiego), ustanawiając je stolicą polskiego rejonu autonomicznego – tzw. Marchlewszczyzny. W tym czasie ok. 70% mieszkańców stanowili Polacy.
W 1939 roku (w trakcie zacierania śladów po tym rejonie) nazwę Marchlewsk zmieniono na Szczorsk, a w 1946 powrócono do pierwotnej nazwy Dowbysz.
W 1989 liczyła 5455 mieszkańców.
Od 1991 osiedle typu miejskiego w obwodzie żytomierskim Ukrainy.
Szacuje się, że Polacy dzisiaj nadal stanowią 50% mieszkańców Dowbysza.
We wrześniu 1997 powstała w miejscowości szkoła języka polskiego, która, jak większość jej podobnych na Ukrainie, nie jest finansowana przez rząd ukraiński, a pieniądze pochodzą bezpośrednio z Polski. Połowa z blisko 900 dzieci w szkole uczy się języka polskiego. W mieście działa oddział Zjednoczenia Polaków Żytomierszczyzny "Polonia" oraz Towarzystwo Polaków im. Jana Pawła II.
15 października 1995 poświęcono nowo wybudowany kościół pw. Matki Bożej Fatimskiej (stanowiący kopię jednej ze świątyń spod Warszawy). Od 2000 jest to Diecezjalne Sanktuarium Matki Boskiej Fatimskiej.